# Maison de maître et femme
Maison de maître et femme est un épisode de la série télévisée d'animation Les Simpson. Il s'agit du troisième épisode de la trente-cinquième saison et du 753e de la série.

## Synopsis
Homer devient méfiant envers un nouveau voisin qui veut devenir son ami et possède une concession de voitures de sport, craignant qu'il ne cherche à lui vendre une voiture chère. Mais en baissant sa garde, Homer découvre qu'il y avait une autre motivation liée directement à la propriété voisine. Pendant ce temps, après que Nelson ait intensifié ses brimades, Lisa utilise la technologie pour le contrer, mais Nelson fait appel à Hubert Wong pour riposter.

## Réception
Lors de sa première diffusion, l'épisode a attiré 1,02 million de téléspectateurs.